# Rhododendron menziesii
Rhododendron menziesii är en ljungväxtart. Rhododendron menziesii ingår i släktet rododendron, och familjen ljungväxter.

## Underarter
Arten delas in i följande underarter:
- R. m. glabellum
- R. m. menziesii

## Bildgalleri

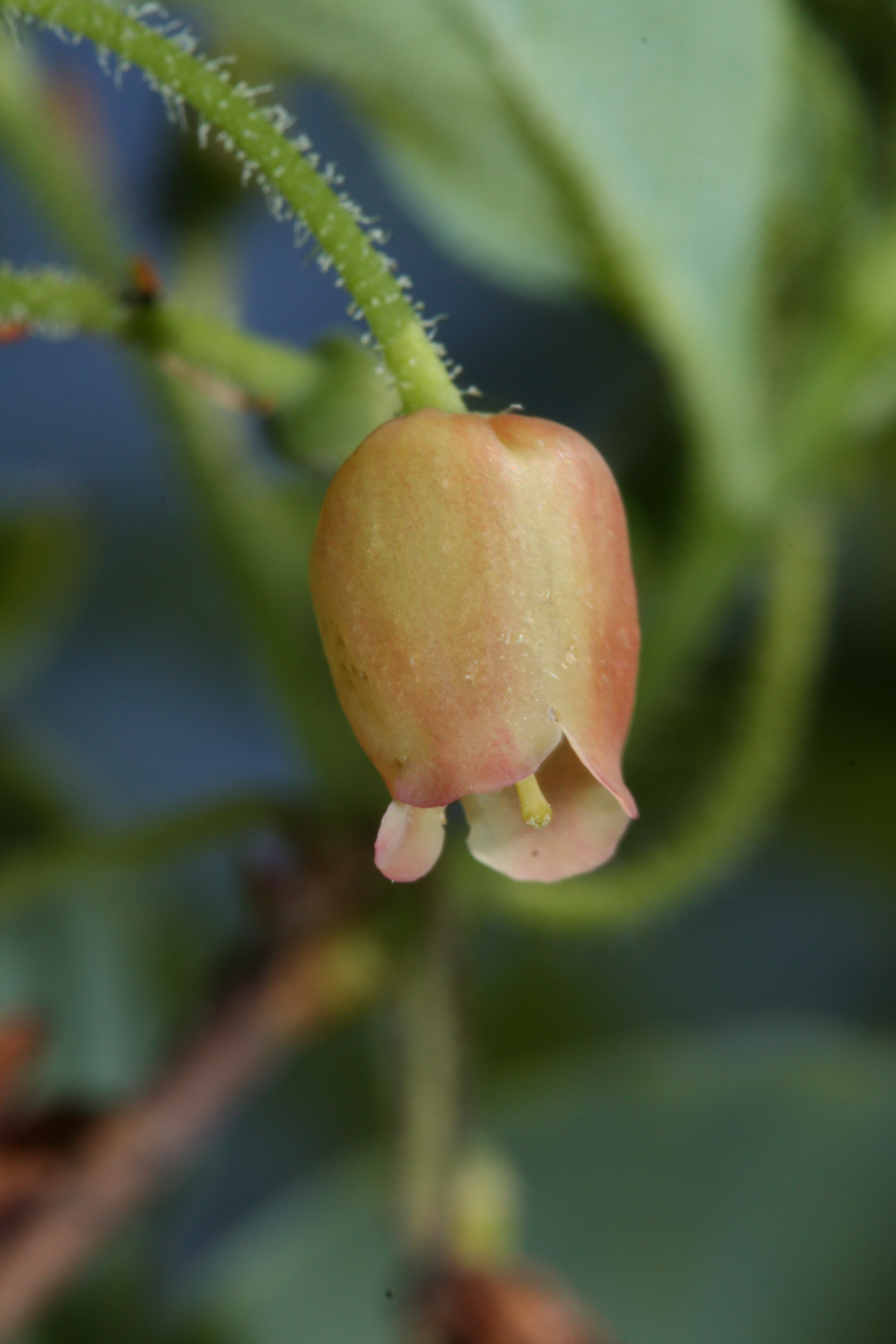
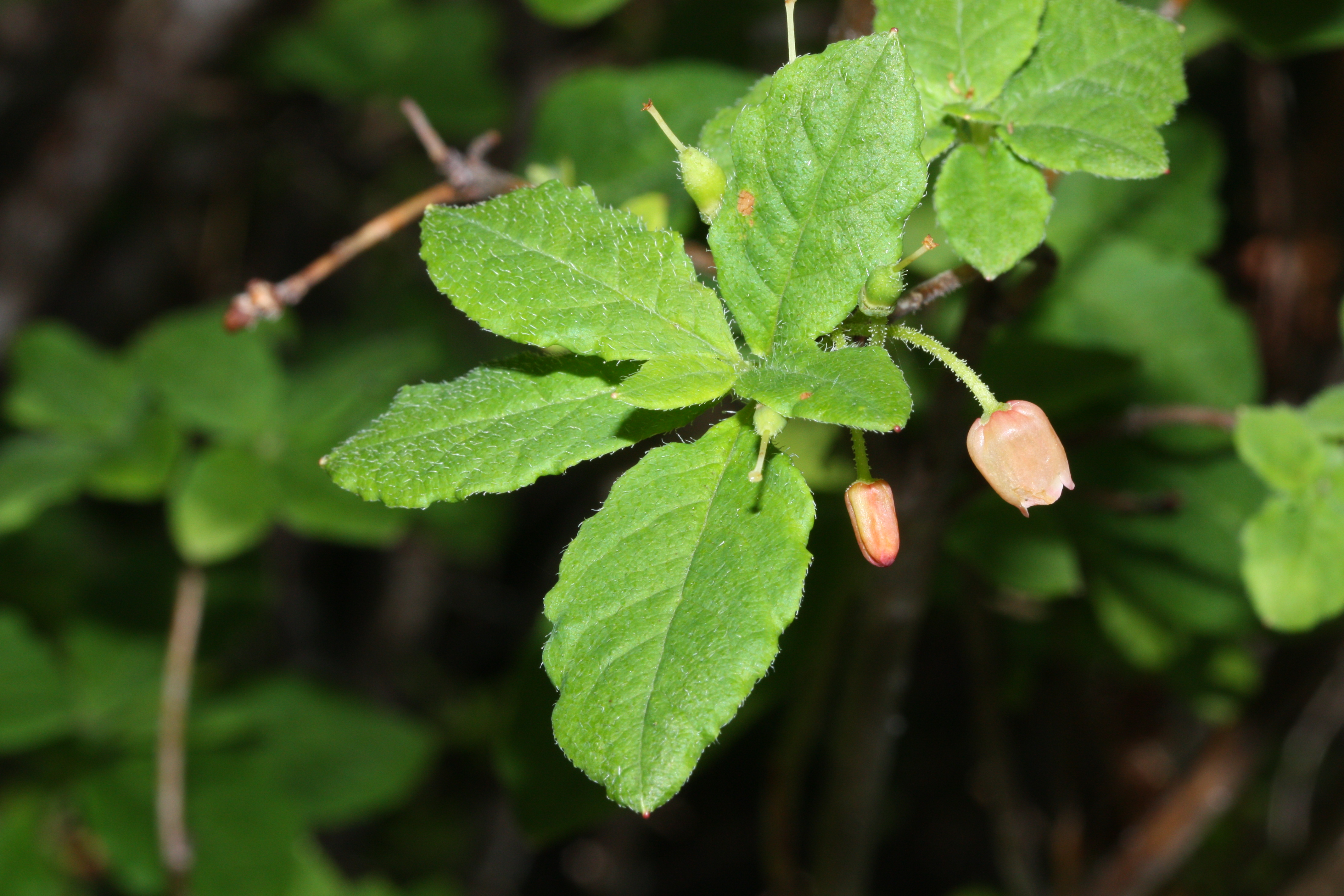
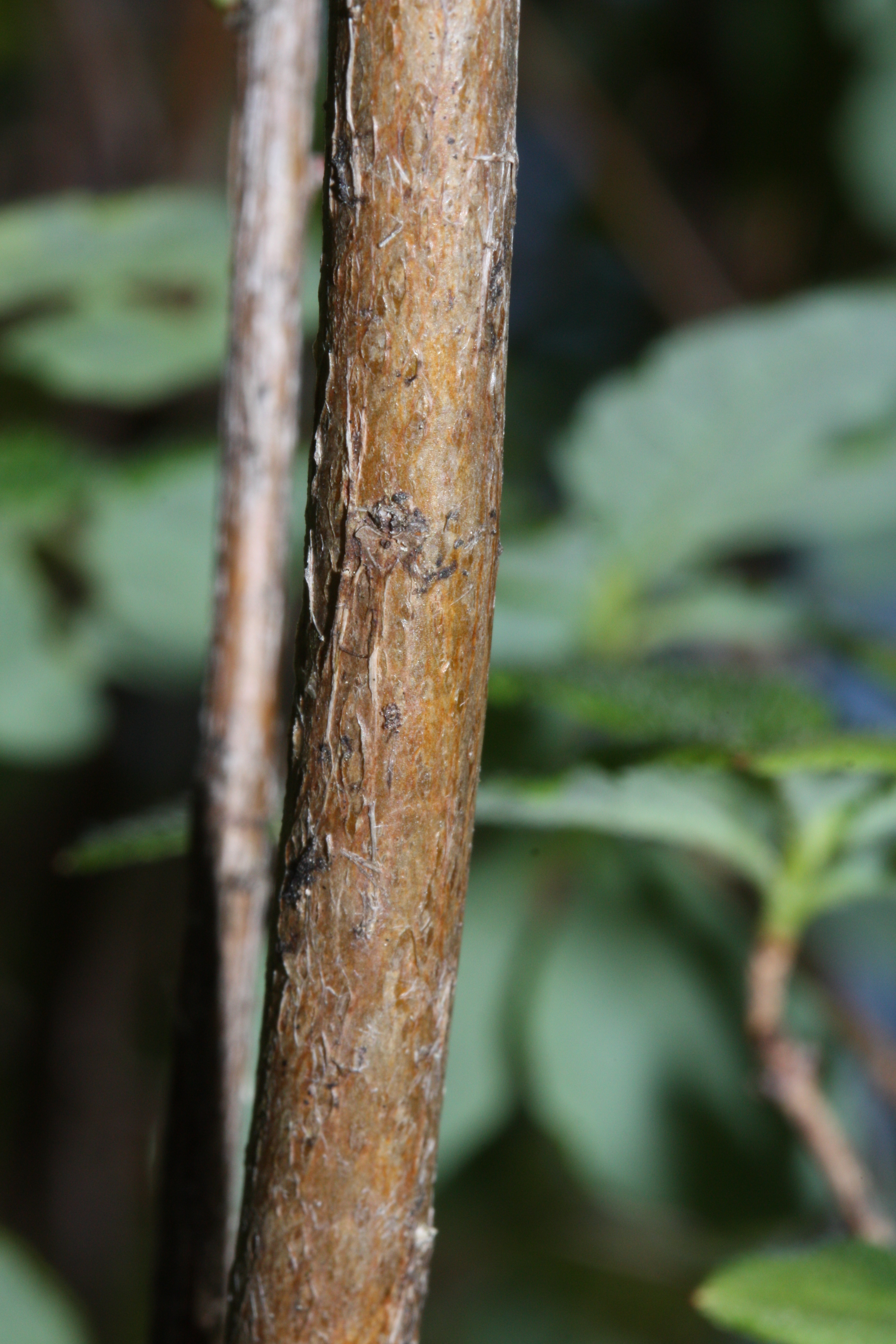
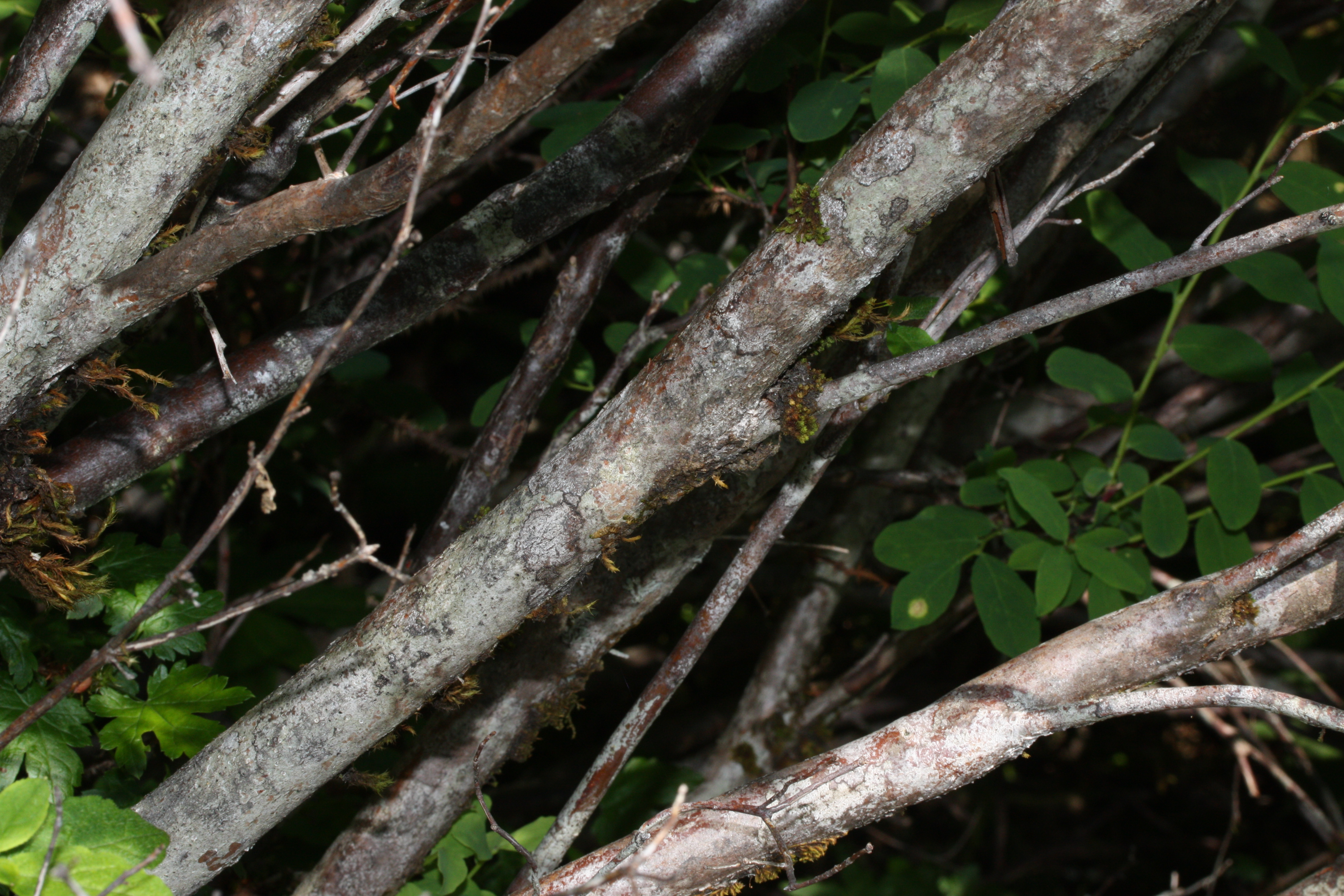
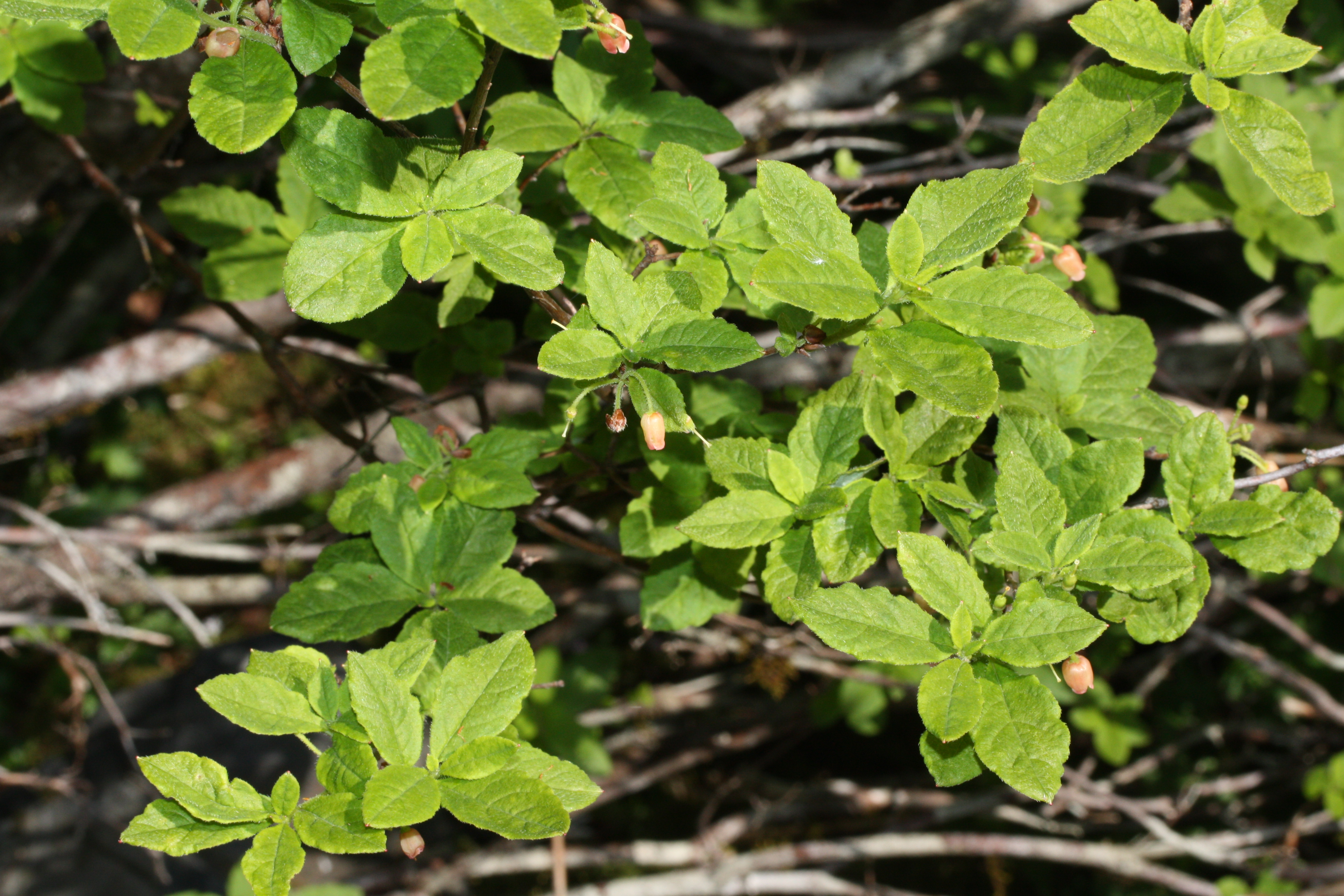
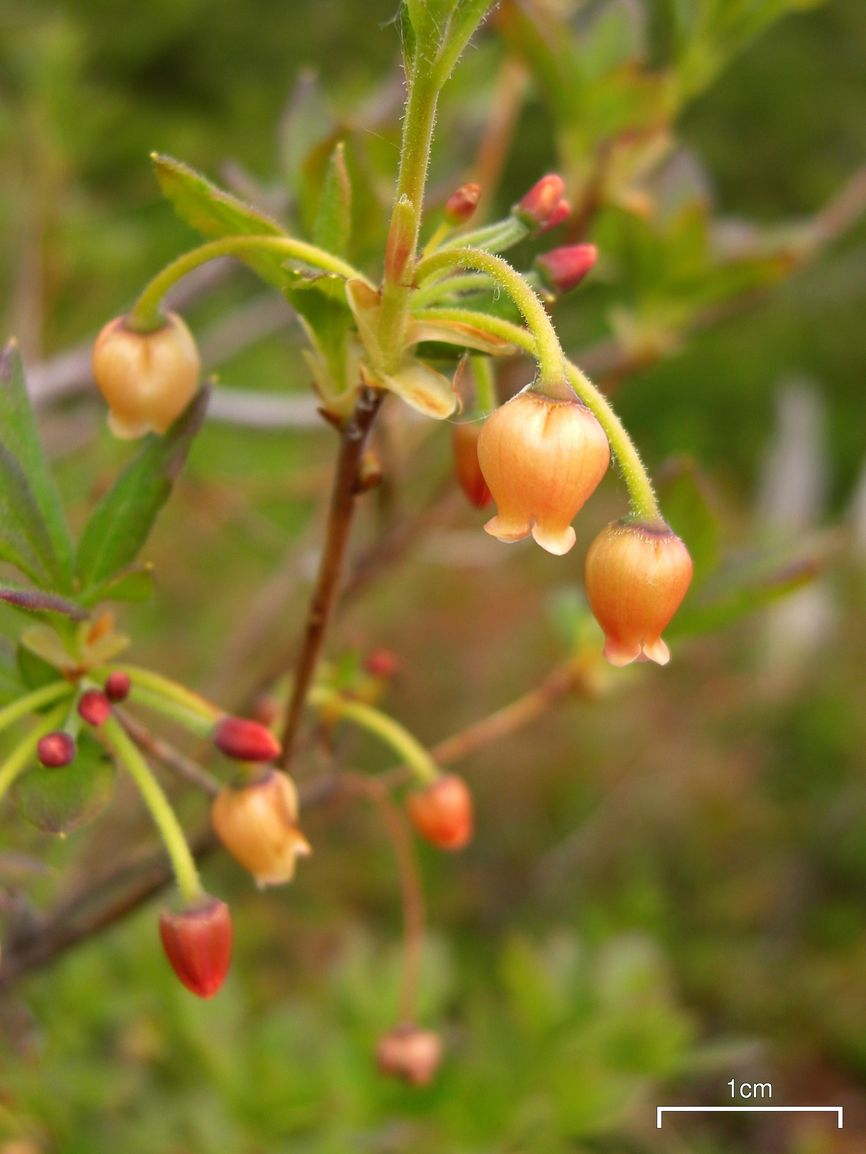